# Расмус Квіст Гансен
Расмус Квіст  (дан. Rasmus Quist, 5 квітня 1980) — данський веслувальник, олімпійський чемпіон та медаліст.

## Виступи на Олімпіадах
| Олімпіада   | Дисципліна         | Місце |
| ----------- | ------------------ | ----- |
| Афіни 2004  | легка двійка парна | 4     |
| Пекін 2008  | легка двійка парна | 3     |
| Лондон 2012 | легка двійка парна | 1     |